# La Couleur du crime (roman)
Pour les articles homonymes, voir La Couleur du crime (homonymie).
La Couleur du crime est un roman policier historique écrit par Martine Pouchain paru en 2006 aux éditions Flammarion dans la collection Castor Poche et se déroulant à Amiens, ville dont l'auteur est originaire.

## Histoire
Amiens, 1269. Mélisande est une jeune fille de seize ans qui se met en tête d'enquêter sur le meurtre de sa nourrice, Cézeille. Gervaise, la sœur de celle-ci, était morte peu de temps auparavant et l'enquête de Mélisande lui fait rencontrer les personnes que soignait Cézeille, un jeune aveugle et le voisin bougon. Ce dernier a vu quelques personnes rendre visite à la victime qui avait voulu rencontrer l'échevin sans succès juste avant de mourir : les révélations qu'elle avait prévu de faire sont sans doute le mobile du meurtre.
Un des visiteurs est Beaudon le Bossu, que Mélisande côtoie lors de leur cours commun sur les simples chez l'apothicaire. Beaudon, ainsi que sa très belle sœur Hermine ont été recueillis à la mort de leur père Eudes par leur oncle, Willement Hellequin, riche marchand de guède. Gervaise avait travaillé vingt ans chez ce dernier avant d'être congédié, la maisonnée de Hallequin semblant ne plus être dirigée par Willement depuis qu'il a recueilli ses nouveaux héritiers : le contremaître gère seul l'atelier et les foulons, Hellequin semble dilapider son argent alors que jusque-là il était plutôt avare.
De plus le mariage grandiose qui est célébré entre la belle Hermine et Thomas le Jai, issu lui d'une riche famille de drapiers, semble avoir été arrangé...
L'atelier où Gervaise confectionnait ses potions et ses onguents a été complètement détruit, visiblement pour faire disparaître ou voler quelque chose. Même le jardin a été fouillé et une femme ayant travaillé avec elle au service des Hellequin avoue à Mélisande que Gervaise a extorqué de l'argent à son employeur avant de se faire renvoyer. Ce changement d'attitude correspond au retour d'Hellequin d'une visite à son frère mourant, à l'issue de laquelle il est revenu avec son neveu et sa nièce.
Le père de Mélisande a rencontré Marguerite Ormessent, veuve d'un joaillier parisien, et annonce à Mélisande qu'il a l'intention de l'épouser, ce que la jeune fille a du mal à accepter, ayant pris ses habitudes d'avoir son père pour elle seule. Mais après s'être réconciliées, Marguerite raconte à Mélisande qu'elle a rencontré Willement Hellequin lorsqu'il est venu rendre visite à son frère Eudes qui était le voisin de Marguerite : les deux frères sont jumeaux, leur seule dissemblance, mis à part la gentillesse de l'un et la fourberie de l'autre, est le fait que Willement est droitier tandis qu'Eudes est gaucher. Or celui qui se fait passer pour Willement est gaucher, il y a donc eu substitution et c'est la raison de l'élimination des témoins gênants, Gervaise puis sa sœur Cézeille qui avait appris la vérité et s'apprêtait à révéler à l'échevin.

## Personnages
- Mélisande est une jeune fille de dix-sept ans, qui étudie la botanique avec le frère Arnolphe, l'apothicaire de l'Ostelerie Dieu. Elle apprend les simples et a eu le privilège de suivre un enseignement habituellement réservé aux garçons.
- Son père, Pierre de Bourriane est maître verrier à Amiens, il est veuf et sa maison est entretenue par la servante Bertrade.
- Cézeille Grimaud fut la nourrice de Mélisande, est assassinée sauvagement peu de temps après le décès de sa sœur Gervaise Raoulet, considérée comme sorcière car elle fabriquait des potions et des onguents.
- Beaudon le Bossu est un jeune homme qui apprend lui aussi la botanique. Sa sœur, Hermine Hellequin, est une très belle jeune fille dont les noces vont être célébrées avec Thomas le Jai. Tous deux ont été recueillis par leur oncle Willement Hellequin qui est le plus gros marchand guédier de la ville.